# TFF 3. Lig 2007/08
Die Spor Toto Türkiye 3. Futbol Ligi 2007/08 war die siebte Spielzeit der vierthöchsten türkischen Spielklasse im professionellen Männer-Fußball. Sie wurde am 13. September 2007 mit dem 1. Spieltag begonnen und am 4. Mai 2008 mit dem 30. und letzten Spieltag abgeschlossen.

## Austragungsmodus
In der Saison 2007/08 wurde die TFF 3. Lig wie in der Vorsaison auch als eine viergleisige Liga gespielt. Die Gesamtmannschaftszahl stieg von 64 auf 65, da DÇ Divriğispor trotz Abstiegsplatz in der Liga blieb. Diese 65 Mannschaft spielten in vier Gruppen mit 16 bzw. 17 Mannschaften um den Aufstieg in die 2. Lig bzw. gegen den Abstieg in die Amateurliga.
Da für die kommende Viertligasaison, der Saison 2006/07, die TFF 3. Lig von Grund auf reformiert und infolgedessen die Gesamtmannschaftszahl auf 50 Mannschaften reduziert werden sollte, wurde bereits in der Spielzeit 2007/08 Vorarbeiten getätigt. So wurde die Aufsteigerzahl von zehn auf 14 und die Absteigerzahl von acht auf 16 erhöht. So verblieben zum Saisonende 34 Mannschaften in der TFF 3. Lig. Mit dem Hinzukommen der acht Absteiger aus der TFF 2. Lig und den acht Aufsteigern aus der Regionalen Amateurliga sollte die Gesamtmannschaftszahl dann 50 ergeben.
Alle Erst- bis Drittplatzierten stiegen direkt in die 2. Lig auf, während die Teams auf den vier letzten Tabellenplätzen in die Regionale Amateurliga abstiegen. Zusätzlich zu den zwölf direkten Aufsteigern, stiegen zwei weitere Mannschaften auf. Diese indirekten Aufsteiger wurden in einem Playoff unter den vier Viert- und Fünftplatzierten bestimmt.

## Teilnehmerzusammensetzung
Zu Saisonbeginn waren zu den von der vorherigen Saison verbleibenden 47 Mannschaften die zehn Absteiger aus der 2. Lig Yalovaspor, Oyak Renault SK, Nazilli Belediyespor, Muğlaspor, Keçiörengücü, Darıca Gençlerbirliği, Tokatspor, Ünyespor, Siirtspor, Cizrespor die acht Neulinge Malatya Belediyespor, Belediye Bingölspor, Bafra Belediyespor, Konya Şekerspor, Tavşanlı Belediye TKİ Linyitspor, Torbalıspor, Körfez Belediyespor, Lüleburgazspor hinzugekommen. Die Neulinge waren aus den damals regionalen Amateurligen als Meister aufgenommen wurden und durften an der TFF 3. Lig teilnehmen.

## Saisonverlauf

### Ligaphase
Belediye Vanspor (Gruppe 1), Tokatspor (Gruppe 2), Denizli Belediyespor (Gruppe 3), Beykozspor (Gruppe 4) erreichten in ihren Gruppen die Meisterschaft der 3. Lig und damit den direkten Aufstieg in die 2. Lig. Zudem stiegen als Zweitplatzierte bzw. Drittplatzierte Malatya Belediyespor, Karsspor (Gruppe 1), Ofspor, Çorumspor (Gruppe 2), Akhisar Belediyespor, Konya Şekerspor (Gruppe 3) und Beylerbeyi SK, Körfez Belediyespor (Gruppe 4) auf.
Als Absteiger standen zum Saisonende Nusaybin Demirspor, Antalyaspor, Cizrespor, Mezitlispor (Gruppe 1), Bağlum Belediyespor, İlkadım Belediyespor, Artvin Hopaspor,  (Gruppe 2), Kütahyaspor, Muğlaspor, Yeni Konya Ereğlispor, Yeni Burdur Gençlikspor (Gruppe 3) und Zonguldakspor, Bursa Merinosspor, Küçükçekmecespor, Bilecikspor (Gruppe 4) fest.
Zusätzlich zu diesen regulären Absteigern, musste Şırnakspor wegen Spielmanipulation zwangsabsteigen. Der Hauptstadtverein Tarım Kredispor zog sich zum Saisonende vom Spielbetrieb zurück.

### Playoffphase
Mit dem Erreichen des 4. bzw. 5. Tabellenplatzes qualifizierten sich Şırnakspor, Belediye Bingölspor (Gruppe 1), Kastamonuspor, Keçiörengücü (Gruppe 2), Altınordu Izmir, Balıkesirspor (Gruppe 3), Yıldırım Bosnaspor und Darıca Gençlerbirliği (Gruppe 4) für die Teilnahme an den Playoffs. In der Playoffphase sollten diese acht Mannschaften in zwei separaten Playoffgleisen mit jeweils zwei Etappen die letzten beiden Aufsteiger bestimmen, wobei die Playoffs als neutralen Ort für alle Teams in Trabzon stattfanden. Per Losverfahren trafen in den Halbfinalbegegnungen des 1. Playoffzweiges Altınordu auf Belediye Bingölspor und Keçiörengücü auf Balıkesirspor. In den Halbfinalbegegnungen des zweiten Playoffzweiges traf Yıldırım Bosnaspor auf Şırnakspor und Darıca Gençlerbirliği auf Kastamonuspor.
Alle Playoffspiele wurden zwischen dem 15. Mai und dem 18. Mai 2008 im Hüseyin-Avni-Aker-Stadion gespielt. Im 1. Playoffzweig setzt sich Altınordu im Halbfinalspiel mit 1:0 gegen Belediye Bingölspor durch, während in der anderen Halbfinalbegegnung Keçiörengücü durch ein 4:2-Sieg im Elfmeterschießen über Balıkesirspor das Playofffinale erreichte. Im 2. Playoffzweig erreichten in den Halbfinalspielen Yıldırım Bosnaspor durch eine 2:0-Sieg gegen Şırnakspor das Finale, während Darıca Gençlerbirliği durch ein 1:0-Sieg sich gegen Kastamonuspor durchsetzte.
Im 1. Finale setzte sich Altınordu durch einen 1:0-Sieg gegen Keçiörengücü durch und stieg in die TFF 2. Lig auf. Das 2. Finale entschied Darıca Gençlerbirliği mit 4:3 über Yıldırım Bosnaspor für sich und stieg in die 2. Lig auf.

## Besondere Vorkommnisse
- Mersin BB FK änderte vor Saisonbeginn seinen Namen in Mezitlispor um.
- Der türkische Fußballverband ließ den Verein Şırnakspor zwangsabsteigen, nachdem festgestellt wurde, dass bei der Partie Nusaybin Demirspor-Şırnakspor vom 4. Mai 2008 beide Teams Spielmanipulation betrieben haben. Zudem wurden Şırnakspor für die kommende Woche sechs Punkte abgezogen.[1]
- Am 25. März 2008 stürmten zwei bewaffnete Männer das Vereinshaus von Bafra Belediyespor und schossen um sich. Dabei töteten sie den Trainer Sedat Gezer und dessen Torwarttrainer İsmail Kurt, während der Vereinspräsident Ergin Özarslan schwerverletzt überlebte. Nach diesen Entwicklungen verließen alle Spieler den Verein, weshalb man sich vom Spielbetrieb zurückzog. Der türkische Fußballverband behielt den Verein in der Liga bewertete aber alle verbliebenen Spieler mit einer 0:3-Niederlage.[2]

## 1. Gruppe (1. Grup)

### Abschlusstabelle
| Pl. | Verein                            | Sp. | S  | U  | N  | Tore    | Diff. | Punkte |
| --- | --------------------------------- | --- | -- | -- | -- | ------- | ----- | ------ |
| 1.  | Belediye Vanspor                  | 30  | 14 | 6  | 10 | 043:260 | +17   | 48     |
| 2.  | Malatya Belediyespor (N)          | 30  | 15 | 7  | 8  | 046:280 | +18   | 52     |
| 3.  | Karsspor                          | 30  | 13 | 10 | 7  | 038:250 | +13   | 49     |
| 4.  | Şırnakspor 1                      | 30  | 11 | 13 | 6  | 034:250 | +9    | 46     |
| 5.  | Belediye Bingölspor (N)           | 30  | 12 | 8  | 10 | 028:330 | −5    | 44     |
| 6.  | Batman Belediyespor               | 30  | 11 | 11 | 8  | 040:340 | +6    | 44     |
| 7.  | Aksarayspor                       | 30  | 11 | 10 | 9  | 047:340 | +13   | 43     |
| 8.  | Siirtspor (A)                     | 30  | 11 | 8  | 11 | 035:340 | +1    | 41     |
| 9.  | Diyarbakır Kayapınar Belediyespor | 30  | 11 | 8  | 11 | 039:340 | +5    | 41     |
| 10. | Batman Petrolspor                 | 30  | 10 | 10 | 10 | 042:360 | +6    | 40     |
| 11. | Ceyhanspor                        | 30  | 11 | 7  | 12 | 036:330 | +3    | 40     |
| 12. | Kilis Belediyespor                | 30  | 11 | 5  | 14 | 031:450 | −14   | 38     |
| 13. | Nusaybin Demirspor                | 30  | 10 | 6  | 14 | 039:510 | −12   | 36     |
| 14. | Antalyaspor                       | 30  | 9  | 9  | 12 | 031:350 | −4    | 36     |
| 15. | Cizrespor (A)                     | 30  | 9  | 5  | 16 | 019:440 | −25   | 32     |
| 16. | Mezitlispor                       | 30  | 3  | 9  | 18 | 024:550 | −31   | 18     |

Platzierungskriterien: 1. Punkte – 2. Direkter Vergleich (Punkte, Tordifferenz, geschossene Tore) – 3. Tordifferenz – 4. geschossene Tore

| (A) | Absteiger aus der TFF Lig B 2006/07    |
| (N) | Neuling aus der regionalen Amateurliga |

## 2. Gruppe (2. Grup)

### Abschlusstabelle
| Pl. | Verein                   | Sp. | S  | U  | N  | Tore    | Diff. | Punkte |
| --- | ------------------------ | --- | -- | -- | -- | ------- | ----- | ------ |
| 1.  | Tokatspor (A)            | 30  | 16 | 9  | 5  | 043:270 | +16   | 57     |
| 2.  | Ofspor                   | 30  | 17 | 4  | 9  | 043:280 | +15   | 55     |
| 3.  | Çorumspor                | 30  | 14 | 9  | 7  | 039:250 | +14   | 51     |
| 4.  | Kastamonuspor            | 30  | 14 | 8  | 8  | 031:220 | +9    | 50     |
| 5.  | Keçiörengücü (A)         | 30  | 13 | 9  | 8  | 043:270 | +16   | 48     |
| 6.  | Sürmenespor              | 30  | 11 | 11 | 8  | 028:250 | +3    | 44     |
| 7.  | Ankara Demirspor         | 30  | 12 | 5  | 13 | 042:390 | +3    | 41     |
| 8.  | Tarım Kredispor 1        | 30  | 9  | 12 | 9  | 029:220 | +7    | 39     |
| 9.  | Ünyespor (A)             | 30  | 10 | 8  | 12 | 031:370 | −6    | 38     |
| 10. | Gümüşhanespor            | 30  | 9  | 10 | 11 | 027:310 | −4    | 37     |
| 11. | DÇ Divriğispor           | 30  | 8  | 12 | 10 | 028:250 | +3    | 36     |
| 12. | Bulancakspor             | 30  | 9  | 9  | 12 | 035:400 | −5    | 36     |
| 13. | Bağlum Belediyespor      | 30  | 10 | 6  | 14 | 032:430 | −11   | 36     |
| 14. | İlkadım Belediyespor     | 30  | 7  | 9  | 14 | 032:470 | −15   | 30     |
| 15. | Artvin Hopaspor          | 30  | 7  | 8  | 15 | 022:330 | −11   | 29     |
| 16. | Bafra Belediyespor (N) 2 | 30  | 7  | 5  | 18 | 020:540 | −34   | 26     |

Platzierungskriterien: 1. Punkte – 2. Direkter Vergleich (Punkte, Tordifferenz, geschossene Tore) – 3. Tordifferenz – 4. geschossene Tore

| (A) | Absteiger aus der TFF Lig B 2006/07    |
| (N) | Neuling aus der regionalen Amateurliga |

## 3. Gruppe (3. Grup)

### Abschlusstabelle
| Pl. | Verein                               | Sp. | S  | U  | N  | Tore    | Diff. | Punkte |
| --- | ------------------------------------ | --- | -- | -- | -- | ------- | ----- | ------ |
| 1.  | Denizli Belediyespor                 | 32  | 18 | 8  | 6  | 057:270 | +30   | 62     |
| 2.  | Akhisar Belediyespor                 | 32  | 17 | 10 | 5  | 045:240 | +21   | 61     |
| 3.  | Konya Şekerspor (N)                  | 32  | 17 | 9  | 6  | 050:270 | +23   | 60     |
| 4.  | Altınordu Izmir                      | 32  | 16 | 12 | 4  | 043:240 | +19   | 60     |
| 5.  | Balıkesirspor                        | 32  | 13 | 14 | 5  | 041:290 | +12   | 53     |
| 6.  | Nazilli Belediyespor (A)             | 32  | 13 | 13 | 6  | 035:210 | +14   | 52     |
| 7.  | Tavşanlı Belediye TKİ Linyitspor (N) | 32  | 13 | 6  | 13 | 041:430 | −2    | 45     |
| 8.  | Aliağa Belediyespor                  | 32  | 10 | 10 | 12 | 029:290 | ±0    | 40     |
| 9.  | Torbalıspor (N)                      | 32  | 9  | 13 | 10 | 032:300 | +2    | 40     |
| 10. | Ispartaspor                          | 32  | 11 | 6  | 15 | 029:560 | −27   | 39     |
| 11. | Nilüfer Belediyespor                 | 32  | 11 | 5  | 16 | 034:370 | −3    | 38     |
| 12. | Aydınspor                            | 32  | 9  | 10 | 13 | 031:430 | −12   | 37     |
| 13. | Oyak Renault SK (A)                  | 32  | 9  | 9  | 14 | 034:360 | −2    | 36     |
| 14. | Kütahyaspor                          | 32  | 7  | 14 | 11 | 027:340 | −7    | 35     |
| 15. | Muğlaspor (A)                        | 32  | 6  | 11 | 15 | 023:370 | −14   | 29     |
| 16. | Yeni Konya Ereğlispor                | 32  | 4  | 10 | 18 | 024:450 | −21   | 22     |
| 17. | Yeni Burdur Gençlikspor              | 32  | 4  | 10 | 18 | 023:560 | −33   | 22     |

Platzierungskriterien: 1. Punkte – 2. Direkter Vergleich (Punkte, Tordifferenz, geschossene Tore) – 3. Tordifferenz – 4. geschossene Tore

| (A) | Absteiger aus der TFF Lig B 2006/07    |
| (N) | Neuling aus der regionalen Amateurliga |

## 4. Gruppe (4. Grup)

### Abschlusstabelle
| Pl. | Verein                    | Sp. | S  | U  | N  | Tore    | Diff. | Punkte |
| --- | ------------------------- | --- | -- | -- | -- | ------- | ----- | ------ |
| 1.  | Beykozspor                | 30  | 18 | 4  | 8  | 053:360 | +17   | 58     |
| 2.  | Beylerbeyi SK             | 30  | 16 | 8  | 6  | 048:350 | +13   | 56     |
| 3.  | Körfez Belediyespor (N)   | 30  | 16 | 3  | 11 | 042:320 | +10   | 51     |
| 4.  | Yıldırım Bosnaspor        | 30  | 14 | 7  | 9  | 042:320 | +10   | 49     |
| 5.  | Darıca Gençlerbirliği (A) | 30  | 13 | 10 | 7  | 029:150 | +14   | 49     |
| 6.  | Orhangazispor             | 30  | 14 | 5  | 11 | 046:380 | +8    | 47     |
| 7.  | Üsküdar Anadolu 1908 SK   | 30  | 11 | 11 | 8  | 043:380 | +5    | 44     |
| 8.  | Mustafakemalpaşaspor      | 30  | 10 | 10 | 10 | 031:310 | ±0    | 40     |
| 9.  | Orhangazi Gençlerbirliği  | 30  | 12 | 4  | 14 | 032:360 | −4    | 40     |
| 10. | Yalovaspor (A)            | 30  | 10 | 10 | 10 | 032:280 | +4    | 40     |
| 11. | Gölcükspor                | 30  | 11 | 6  | 13 | 037:480 | −11   | 39     |
| 12. | Lüleburgazspor (N)        | 30  | 10 | 8  | 12 | 038:390 | −1    | 38     |
| 13. | Zonguldakspor             | 30  | 9  | 8  | 13 | 036:390 | −3    | 35     |
| 14. | Bursa Merinosspor         | 30  | 9  | 8  | 13 | 037:410 | −4    | 35     |
| 15. | Küçükçekmecespor          | 30  | 5  | 6  | 19 | 025:480 | −23   | 21     |
| 16. | Bilecikspor               | 30  | 3  | 10 | 17 | 018:530 | −35   | 19     |

Platzierungskriterien: 1. Punkte – 2. Direkter Vergleich (Punkte, Tordifferenz, geschossene Tore) – 3. Tordifferenz – 4. geschossene Tore

| (A) | Absteiger aus der TFF Lig B 2006/07    |
| (N) | Neuling aus der regionalen Amateurliga |

## Play-offs
Die Spiele fanden im Hüseyin Avni Aker Stadı von Trabzon statt.

### 1. Play-off-Gleis
Halbfinale
| Datum               |                 | Ergebnis              |                     |
| ------------------- | --------------- | --------------------- | ------------------- |
| 15. Mai 2008, 16:00 | Altınordu Izmir | 1:0                   | Belediye Bingölspor |
| 15. Mai 2008, 19:00 | Keçiörengücü    | 1:1 n. V. (4:2 i. E.) | Balıkesirspor       |

Finale
| Datum               |                 | Ergebnis |              |
| ------------------- | --------------- | -------- | ------------ |
| 18. Mai 2008, 15:00 | Altınordu Izmir | 1:0      | Keçiörengücü |

Altınordu Izmir stieg damit in die TFF 2. Lig 2008/09 auf.

### 2. Play-off-Gleis
Halbfinale
| Datum               |                       | Ergebnis |               |
| ------------------- | --------------------- | -------- | ------------- |
| 16. Mai 2008, 16:00 | Yıldırım Bosnaspor    | 2:0      | Şırnakspor    |
| 16. Mai 2008, 19:00 | Darıca Gençlerbirliği | 1:0      | Kastamonuspor |

Finale
| Datum               |                    | Ergebnis |                       |
| ------------------- | ------------------ | -------- | --------------------- |
| 18. Mai 2008, 18:00 | Yıldırım Bosnaspor | 0:1      | Darıca Gençlerbirliği |

Darıca Gençlerbirliği stieg damit in die TFF 2. Lig 2008/09 auf.